# علی‌آقا ۱۲۱
علی‌آقا ۱۲۱ نام یک مجموعه تلویزیونی ایرانی به کارگردانی «محمد صالح علا» است که در سال ۱۳۷۴ تولید  و هر روز صبح، از شبکه ۲ سیمای جمهوری اسلامی ایران پخش می‌شد.

## خلاصه داستان
«علی» دانشجویی جوان است که به تازگی تشکیل خانواده داده و برای تأمین مخارج زندگی، راننده تاکسی شده است. او که به دلیل شماره اتومبیلش، به «علی‌آقا ۱۲۱» شهرت یافته، از طریق مسافرانی که هرشب سوار می‌کند، با مسائل و مشکلات مردم بیشتر آشنا می‌شود.

## بازیگران و عوامل تولید

### بازیگران ثابت
- شهرام زرگر
- سحر سحری
- محسن قاضی‌مرادی
- مهوش وقاری

### بازیگر میهمان
- علی‌اصغر گرمسیری
- داوود رشیدی
- جمیله شیخی
- حسین کسبیان
- جمشید لایق
- مهری مهرنیا
- احمد قدکچیان
- نعمت‌الله گرجی
- خسرو احمدی
- رضا بنفشه‌خواه
- منوچهر حامدی
- پریدخت اقبال‌پور
- محمد صالح علا
- ماندانا اصلانی
- عیسی صفایی
- ماندانا اویسی
- علی اصغر نجات

### عوامل تولید
- کارگردان: محمد صالح علا
- نویسندگان: اصغر عبداللهی، منصور کوشان، ابراهیم نبوی، محمد صالح علا،
 حجت ذیجودی، رضا حاجی‌باشی، وحید شریفی، مهرداد خسروی، خسرو دهقان
- مدیر تصویربرداری: هوشنگ بنایی
- صدابرداران: محمد احتشامی، محمد حاجی‌نوروزی، فریدون حسن‌پور
- تدوین: حسین احمدی
- طراح صحنه و لباس: اندیشه میرسپاسی
- موسیقی: بابک بیات
- برنامه‌ریز و دستیار کارگردان: جهانبخش لک
- دستیار اول کارگردان: امیر سیدی
- منشی صحنه و چهره‌پرداز: مریم صفایی، کاملیا روحی
- دستیار تصویربردار و نور: کاوه یاری
- مدیر تولید و نورپرداز: منوچهر اسماعیل‌زاده
- فرمت تصویر: ویدئویی
- تعداد قسمتها: ۳۲۴ قسمت (۱۵-۱۰ دقیقه‌ای)
- محصول: گروه فیلم و سریال شبکه ۲
- سال تولید: ۱۳۷۴